# محمد شاكر باي
محمد شاكر باي هو باي قسنطينة وحاكم بايلك الشرق ضمن أيالة الجزائر في العهد العثماني. امتد حكمه بين سنتي 1814 و1818 ليخلفه فيما بعد قارة مصطفى باي.